# 296820 Paju
296820 Paju este o planetă minoră (asteroid) din centura de asteroizi. A fost descoperită pe 18 noiembrie 2009 la Vicques⁠(d) de Michel Ory⁠(d). 
Obiectul prezintă o orbită caracterizată de o semiaxă mare de 2,6516235236304 UAi, o excentricitate de 0,14305615072992, o înclinație de 1,8146072617456 ° în raport cu ecliptica.